# Blackfalds
Blackfalds (offiziell Town of Blackfalds) ist eine Ortschaft im Zentrum der kanadischen Provinz Alberta, etwa 15 km nördlich von Red Deer bzw. etwa 12 km südlich von Lacombe. Die im Lacombe County gelegene Ortschaft wird von einem der Teilabschnitte des Alberta Highway 2A durchquert, während der westlich der Gemeinde verlaufende Alberta Highway 2 dort die Grenze markiert. Im Süden kennzeichnet der Alberta Highway 597 die Gemeindegrenze.

## Geschichte
Der ursprüngliche Name der Siedlung lautete „Waghorn“, nach dem örtlichen Postmeister, bevor sie 1902 Blackfalds umbenannt wurde, nach einem schottischen Weiler (englisch Hamlet).
Die Siedlung erlangte 1904 ihre kommunale Selbstverwaltung als Dorf (Established as the Village of Blackfalds), bevor die Gemeinde im Jahr 1980 den Status einer Kleinstadt (englisch Town) erhielt.

## Demographie
Die Bevölkerung der Gemeinde hat in den letzten 30 Jahren sehr stark zugenommen. Im Jahr 1991 lebten in Blackfalds 1.769 Einwohner, während der Zensus im Jahr 2021 für die Gemeinde eine Bevölkerungszahl von 10.470 Einwohnern ergab und der Zensus im Jahr 2016 für die Gemeinde noch eine Bevölkerungszahl von 9.328 Einwohnern ergeben hatte. Die Bevölkerung hat dabei im Vergleich zum letzten Zensus im Jahr 2016 um 12,2 % zugenommen, während der Provinzdurchschnitt bei einer Bevölkerungszunahme von 4,8 % lag. Im Zensuszeitraum 2011 bis 2016 hatte die Einwohnerzahl in der Gemeinde um 48,1 % zugenommen, während sie im Provinzdurchschnitt um 11,6 % zunahm.
Im Rahmen des „Census 2021“ wurde für die Gemeinde ein Medianalter von 31,8 Jahren ermittelt. Das Medianalter der Provinz lag 2021 bei 38,4 Jahren. Das örtliche Durchschnittsalter lag bei 31,7 Jahren, bzw. bei 39,0 Jahren in der Provinz. Beim „Census 2016“ wurde für die Gemeinde noch ein Medianalter von 30,3 Jahren ermittelt und für die Provinz von 36,7 Jahren, sowie ein örtliches Durchschnittsalter von 30,1 Jahren bzw. von 37,8 Jahren in der Provinz.